# Osorno (ognjenik)
Vulkan Osorno je 2652 m visok stožčast stratovulkan, ki leži med provincama Osorno in Llanquihue, v regiji Los Lagos v Čilu. Stoji na jugovzhodni obali jezera Llanquihue in tudi stolpi nad jezerom Todos los Santos. Osorno je znan kot simbol lokalne krajine in je podoben gori Fudži na Japonskem.
Osorno je eden izmed najbolj aktivnih vulkanov v južnih čilskih Andih, z 11 zgodovinskimi izbruhi, zabeleženimi med leti 1575 in 1869. Bazaltni in andezitni tokovi, ki so nastali med temi izbruhi, so dosegli jezeri Llanquihue in Todos los Santos. Zgornja pobočja vulkana so skorajda pokrita z ledeniki kljub zelo skromni nadmorski višini in zemljepisni širini, ki jih vzdržujejo znatne snežne padavine v zelo vlažnem morskem ozračju v regiji. Značilnost vulkanskega izbruha je piroklastični tok.
Osorno sedi na vrhu 250.000 let starega erodiranega stratovulkana La Picada, s kaldero širine 6 km. 

## Etimologija
Ta vulkan dolguje svoje trenutno ime španskim ustanoviteljem, ki so ga videli iz relativno bližnjega mesta Osorno. V kolonialnih časih so ga avtohtoni prebivalci različno imenovali: Purailla, Purarhue, Prarauque, Peripillan, Choshueco, Hueñauca  in Guanauca, o čemer sta zadnja dva najpogostejših imen sredine 18. stoletja .

## Opis
Je na nadmorski višini 2652 metrov in se z značilno stožčasto obliko veličastno dviga nasproti mest Llanelli in Frutillar, od katerih ga loči samo čista voda jezera Llanquihue. Vulkan ni aktiven že več kot stoletje in četrt. Na njegovih pobočjih so zavetišča, ki pozimi omogočajo smučanje in druge zimske športe. V poletnih mesecih se zaradi taljenja snega znova pojavijo vulkanske razpoke, kar dela pohodništvo kot nevaren šport, če ne upošteva vseh pogojev, potrebnih za opravljanje te discipline.
Do gore se dostopa iz Puerto Klocker, Ensenada in Petrohué. Vzpon traja približno 6 ur in v večini primerov skupine vodi lokalni vodnik. Potrebna so topla oblačila, sončna očala, zaščitna krema, voda in seveda udobni čevlji za plezanje, kot tudi repelent za obade.

## Erupcije
Zadnja zabeležena erupcija se je zgodila leta 1869. Ima številko 48 v katalogu vulkanov CERESIS (Regionalni center za seizmologijo za Južno Ameriko).
8. maja 2018 je Sernageomin (Servicio Nacional de Geología y Minería de Chile) razglasil  rumeno opozorilo zaradi nenormalne notranje seizmične dejavnosti.

## Legende povezane z vulkanom
V skladu z legendo Mapučev je na vulkanu Osorno živel starodaven in močan pillán po imenu Peripillán (velik moški duh izgnan in vržen na zemljo, kar je povzročilo nastanek vulkana).
Bes tega vulkana je izražena tudi v legendi o Licarayenu, legendi o tem, kako je nastalo jezero Llanquihue.

## Zanimivost
- Charles Darwin je na svoji drugi plovbi z ladjo HMS Beagle januarja 1835 opazil vulkan Osorno kako bruha. [5][6]
- Vulkan Osorno je bil uporabljen kot ozadje za promocijske fotografije in videoposnetke v globalni oglaševalski kampanji Motorole za mobilni telefon PEBL 2005. [7]

## Galerija
- Slap Petrohué (Saltos del Petrohué) z vulkanom Osorno v ozadju.
- Vulkan Osorno iz pristanišča Petrohué.
- "Rdeči krater" na pobočju Osorna (pobočni krater).